# Sportpartiet
Sportpartiet (SPP) är ett lokalt politiskt parti i Härryda kommun.

## Historik
Partiet bildades inför kommunalvalet 2010 av Jan Inge Forsberg som ville kommunen skulle bygga en evenemangshall, vilket inte bar frukt. För att påverka lokalpolitiken startade han Sportpartiet. I valet fick partiet 714 röster (3,34 %) och ett mandat i kommunfullmäktige.
I december 2010 ingick partiet en valteknisk samverkan med de rödgröna partierna för att hindra Kommunpartiet att ta en ordinarie plats och Sverigedemokraterna en ersättarplats i kommunstyrelsen. KP, SD och en politisk vilde hade genom sin samverkan under namnet Kommunal demokrati kunnat få två mandat.
I december 2013 antog kommunfullmäktige ett beslut att bygga en ny evenemangshall. 
I valet 2014 ökade partiet och fick 5,24 procent av rösterna och fick därmed tre mandat i kommunfullmäktige. Då partiet hade fått igenom sitt krav på en evenemangshall, sade partiet att de även skulle börja inrikta sig på skolpolitiken. Sedan valet 2014 styr Sportpartiet Härryda kommun tillsammans med Alliansen.
Partiets logotyp är en kvadrat med ett vitt S i mitten, till vänster om bokstaven är det röd färg, till höger om bokstaven är det blå färg. Högst uppe till höger i den övre delen av S:et finns texten Sportpartiet.

## Valresultat
| År   | Röster | %    | Mandat  |
| ---- | ------ | ---- | ------- |
| 2010 | 714    | 3,34 | 1 av 51 |
| 2014 | 1 212  | 5,24 | 3 av 51 |
| 2018 | 1 217  | 5,02 | 3 av 51 |
| 2022 | 1 800  | 3,20 | 1 av 51 |